# Axbridge
Axbridge este un oraș în comitatul Somerset, regiunea South West England, Anglia. Orașul se află în districtul Sedgemoor.